# Wyoblarz

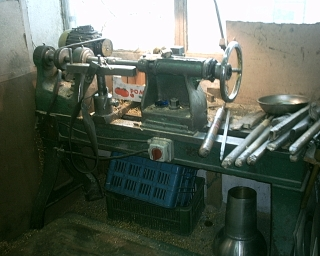
Stanowisko pracy wyoblarza (wyoblarka ręczna)

Wyoblarz lub wyoblacz, również drykier – rzemieślnik zajmujący się wyoblaniem (przede wszystkim ręcznym). Dawniej, a czasami obecnie, nazywany „drykierem” (sama czynność nazywana „drykowanie”) – od niemieckiego drücken.  Zanikający zawód, który polega na kształtowaniu cienkościennych przedmiotów w kształcie brył obrotowych z blach metodą wyoblania. Trudność w opanowaniu techniki wyoblania polega na tym, że każdy rodzaj blachy wymaga specyficznych umiejętności. Bywa tak, że wyoblarz potrafi wykonywać elementy z blachy stalowej i aluminiowej a nie potrafi kształtować mosiądzu czy srebra. Wyoblarz posługuje się w czasie pracy specjalistycznymi narzędziami m.in.:
- wyoblakami ręcznymi,
- rolkami do wyoblania,
- przyrządami dźwigniowymi do wyoblania,
- wzornikami (formami) do wyoblania.

Wyoblarz pracuje na maszynie nazywanej wyoblarką. Termin ten stosujemy tylko do rzemieślnika pracującego na wyoblarce ręcznej. W czasie wykonywania przedmiotów na wyoblarce automatycznej mamy do czynienia z operatorem wyoblarki automatycznej.

## Choroby zawodowe
Wykonywanie specjalności wyoblarza jest związane z występowaniem kilku chorób zawodowych. W celu zabezpieczenia przed niektórymi chorobami można stosować środki ochronne. Ochrona zmniejsza możliwość wystąpienia chorób lub w zupełności im zapobiega. Do chorób zawodowych wyoblarzy zaliczane są:
- choroba wibracyjna,
- zespół cieśni nadgarstka
- zespół rowka nerwu łokciowego
- ubytek lub utrata słuchu,
- pylica płuc.

## Podręcznik nauki zawodu
- Paweł Szwedowski, Wyoblanie ręczne – Wydawnictwa Naukowo-Techniczne, Warszawa 2007 + kilka dodruków (ostatnio PWN)_